# Salinas del Cuajo
Las Salinas (Salinas el Cuajo) es una localidad perteneciente al municipio de Petatlán, en el estado de GUERRERO. Está situada a 10 metros de altitud sobre el nivel del Mar, sus coordenadas geográficas son Longitud: 17º 26' 08'' , Latitud:-101º 11' 49'' (Ver Mapa). Las Salinas (Salinas el Cuajo) tiene 339 habitantes. 178 (52.51%) son hombres y 161 (47.49%) son mujeres, la población mayor de 18 años es de 178, para alojar a sus habitantes Las Salinas (Salinas el Cuajo) cuenta con 86 viviendas, el 1.16% de las cuales están rentadas por sus moradores.[cita requerida]

## Población
El 81.12% de los habitantes mayores de 5 años son católicos, estando casada o unida en pareja el 61.58% de la población mayor de 12 años. El grado medio de escolaridad en Las Salinas (Salinas el Cuajo) es de 4.42, la media en el municipio es de 5.64 , en el estado de 6.10, mientras el número sea más alto indica una población con mayor formación académica. Para obtener este número se suman los años aprobados desde primero de primaria hasta el último año que cursó cada habitante; posteriormente, se divide entre el número de habitantes de la localidad. En esta localidad hay 1 personas mayores de 5 años que hablan una lengua indígena, de ellas 1 también dominan el español.
La población económicamente activa en la localidad de Las Salinas (Salinas el Cuajo) es de 121 (35.69% de la población total) personas, las que están ocupadas se reparten por sectores de la siguiente forma:
- Sector Primario: 74 (61.16%)  (Municipio:36.61%, Estado:27.42%) Agricultura, Explotación forestal, Ganadería, Minería, Pesca ...
- Sector Secundario: 22 (18.18%)  (Municipio:14.73%, Estado:20.77%) Construcción, Electricidad, gas y agua, Industria Manufacturera ...
- Sector Terciario: 25 (20.66%)  (Municipio:48.66%, Estado:51.81%)Comercio, Servicios, Transportes

## Ingresos
Nivel de ingresos de la localidad de Las Salinas (Salinas el Cuajo) (número de personas y % sobre el total de trabajadores en cada tramo):
- 0 Salarios mínimos (sin ingresos): 51 (45.13%)
- - de 1 Salario mínimo: 15 (13.27%)
- 1-2 Salarios mínimos: 31 (27.43%)
- 2-5 Salarios mínimos: 14 (12.39%)
- 5-10 Salarios mínimos: 2 (1.77%)
- 10+ Salarios mínimos: 0 (0.00%)